# Oriane Jean-François
Oriane Jean-François (Saint-Laurent-du-Maroni, 14 augustus 2001) is een voetbalspeelster uit Frankrijk. Ze speelt als middenvelder voor Chelsea FC in de Super League.

## Clubcarrière
Jean-François doorliep de jeugdopleiding van FCF Juvisy. Nadat de club was overgegaan in Paris FC, tekende Jean-François op 17 oktober 2019 haar eerste profcontract bij de club. Stadsgenoot Paris Saint-Germain kondigde op 28 juli 2022 de komst van Jean-François aan. Ze tekende een tweejarig contract tot 30 juni 2024 in de Franse hoofdstad.
Nadat haar contract bij Paris Saint-Germain was afgelopen, tekende Jean-François op 16 juli 2024 een driejarig contract bij de Engelse topclub Chelsea FC, met de optie voor nog een jaar.

## Statistieken
| Seizoen | Club                | Land      | Competitie   | Wedstrijden | Doelpunten |
| ------- | ------------------- | --------- | ------------ | ----------- | ---------- |
| 2018/19 | Paris FC            | Frankrijk | Division 1   | 5           | 0          |
| 2019/20 | Paris FC            | Frankrijk | Division 1   | 10          | 0          |
| 2020/21 | Paris FC            | Frankrijk | Division 1   | 19          | 0          |
| 2021/22 | Paris FC            | Frankrijk | Division 1   | 13          | 1          |
| 2022/23 | Paris Saint-Germain | Frankrijk | Division 1   | 21          | 1          |
| 2023/24 | Paris Saint-Germain | Frankrijk | Division 1   | 3           | 0          |
| 2024/25 | Chelsea FC          | Engeland  | Super League | 10          | 0          |
| Totaal  | Totaal              | Totaal    | Totaal       | 81          | 2          |

Laatste update: 24 april 2025

## Interlandcarrière
Jean-François maakte haar debuut voor het Franse nationale team op 23 oktober 2020 in een 11-0 overwinning op Noord-Macedonië.